# Kelly Ickmans
Kelly Ickmans (Bonheiden, 27 december 1987) is een Belgische voetbalster die vanaf het seizoen 2017/2018 uitkomt voor KV Mechelen in de Belgische Tweede klasse. Ze was ook 9 keer geselecteerd voor de Red Flames.

## Loopbaan

### Club
Ickmans begon bij de jeugd van KFC Eppegem, maar stapte in 1999 over naar RSC Anderlecht. Haar debuut op het hoogste niveau kwam er bij OHL, maar haar ontwikkeling daar werd geremd door blessures.
In 2007 ging Ickmans naar Kontich FC, maar toen die club uit de Eerste klasse wegzakte, verhuisde ze voor twee jaar naar WS Woluwe. Van 2010 tot 2012 speelde ze voor Sinaai Girls, waarmee ze in 2011 de Beker van België won. Haar prestaties daar werden beloond met negen selecties voor de Red Flames en een transfer naar Standard Luik, waar ze 35 keer het doel verdedigde.
In 2014 ging ze terug naar Kontich, waar ze haar carrière als doelvrouw afsloot. In 2017 maakte Ickmans de overstap naar KV Mechelen, waar ze evenwel zal worden ingezet als veldspeelster.

### Red Flames
Ickmans werd nooit geselecteerd voor de nationale jeugdploegen, maar ze wist wel negen selecties voor de Red Flames in de wacht te slepen. De eerste (tegen Frankrijk op 15 juni 2011) leverde meteen haar eerste cap op. Daarna speelde ze nog drie wedstrijden met de nationale damesploeg (tegen Noorwegen, Hongarije en Wales): die laatste, op 8 augustus 2012, was haar laatste internationale selectie.

## Erelijst
- Belgisch landskampioen: 2x

2013, 2014 (2x met Standard)
- Belgisch bekerwinnaar: 2x

2011 (met Sinaai), 2014 (met Standard)